# Данияр
Данияр (тат. Daniəl, Даниял, دانیال‎) — царевич, касимовский правитель (1469—1486). Сын царевича Касима и внук Улу-Мухаммед хана. Получил власть после смерти отца.
В дошедших до нас источниках впервые упоминается в 1471 году в связи с походом великого князя на Новгород. Данияр «со своими царевичами, князьями и казаками» отличился 14 июля в Шелонской битве. Потеряв 40 человек убитыми, татары были отпущены домой. В этом походе им было запрещено брать людей в плен.
Участвовал в отражении нашествия большеордынского хана Ахмата в 1472 году, находясь со своим войском в Коломне.
Командовал полками касимовских татар в московском походе на Новгород (1477).
Неоднократно упоминается в договорных грамотах. Получал «дань» от русских князей.
Единственный известный сын Данияра, Каракуча умер ещё при жизни отца в 1486 году, после неудавшегося лечения лекаря Антона. Хотя упоминается сын этого Каракучи, люди которого по приказу Ивана III зарезали Антона на льду Москвы-реки, но после смерти Данияра казанская династия в Касимове сменилась крымской. Также была любовница у Данияра, по имени Зухра. Татарской крови, погибла по неизвестным причинам, после гибели Данияра. 